# Child of our time (serie)
Child of our time (en inglés: Niño de nuestro tiempo) es una serie documental creada por la cadena de televisión británica BBC y presentado por el profesor Robert Winston, que sigue de cerca la vida de 25 niños que nacieron alrededor del año 2000 a medida que crecen, a través de su infancia y hasta convertirse en adultos jóvenes.
El objetivo de la serie es la de construir una imagen coherente y científicamente exacta de cómo los genes y el medio ambiente donde crecen los niños interactúan sobre su desarrollo en adultos plenamente formados.
La serie muestra a los niños año a año y está previsto que lo haga hasta que éstos alcancen la edad de 20 años. Consiste en gran medida de una serie de experimentos que pretenden responder a las preguntas relacionadas con la naturaleza de la personalidad. Una de las cuestiones más importantes que la serie trata de responder es si el individuo nace con una personalidad latente o esta es producto de su medio.

## Los niños
Los 25 niños nacidos en 22 familias elegidas representan la gama más amplia posible de antecedentes genéticos, sociales, geográficas y étnicas. Ellos son:
- Alex e Ivo: los gemelos idénticos Alex e Ivo Lloyd-Young son hijos de Berenice Lloyd y Alastair Young. Ellos viven en Glasgow.

- Calvin: nacido con diez semanas de anticipación, es hijo de Helen y Andy Pearson. Calvin tiene una hermana mayor, Lauren. Helen y Andy se han separado y Calvin tiene un padrastro, Andrew Thurling.

- Charlie: la madre de Charlie, Toni tenía dieciséis años cuando quedó embarazada de ella. Toni se separó del padre de Charlie antes de que ella naciera y se enamoró de Rob Plaster, electricista. Rob trata a Charlie como su propia hija y él y Toni han tenido dos hijos más, Kayla y Alex.

- Charlotte: Charlotte Burke nació como resultado del tratamiento de fecundación in vitro de sus padres, Richard y Jacqui. Ella tenía un hermano gemelo, Alexander, quien falleció. Sus padres se casaron tres meses después del nacimiento de Jazmín, hermana de Charlotte, pero ahora se han divorciado. Ellos tratan de mantener una actitud amistosa por el bien de sus hijas.

- Charlotte: Charlotte Goldsmith nació en Essex. Ella tiene un hermano mayor y sus padres, Emma y Paul, se separaron seis meses después de su nacimiento.

- Ethan: antes del nacimiento de Ethan Kerri, su madre perdió a dos bebés. Ella también perdió al gemelo de Ethan en aborto involuntario durante el tercer mes de embarazo. A Ethan, a quien le encanta jugar videojuegos, se le ha diagnosticado con Trastorno por déficit de atención con hiperactividad. Ethan tenía un problema que afectó su capacidad para hacer amigos en la escuela, pero se resolvió poco después. Ethan y su familia viven en Irlanda del Norte.

- Eva: los padres de Eva, Tim y Caroline Scarborough, son cristianos evangélicos que intentaron durante años concebir un bebé por fecundación in vitro, pero no tuvieron éxito. Eva no fue planeada y fue concebida de forma natural. Sus padres estaban encantados, pero Caroline sufrió una depresión postparto. Se anunció al final del episodio de La edad de estrés que Caroline, la madre de Eva, lamentablemente murió de cáncer.

- Helena: nació con tan sólo veinticinco semanas. Helena es la única sobreviviente de trillizos. Debido a su nacimiento prematuro, los médicos creían que tendría importantes problemas respiratorios y de desarrollo. Helena no gateó hasta los dieciocho meses y no habló hasta los dos años. Sin embargo Helena aprendió a caminar, hablar, correr y participar en con todo y se volvió muy avanzada intelectualmente. Ella ahora es feliz, segura y dominante y la amorosa hermana mayor de Bella.

- Het: sus padres son Vijay y Tejal. Het nació en una familia muy unida y extensa. Las conversaciones de Het son tanto en inglés y en su primera lengua, el guyarati. En 2005 la madre de Het quedó embarazada y tuvo un bebé en octubre. Antes de esto, sus padres estaban considerando enviarlo a un internado en la India, pero por ahora han considerado lo contrario.

- James: la madre de James, Carol proviene de un ambiente muy privado y sufre de dificultad de aprendizaje leve. Su hijo mayor, Bernie es hijo de un padre diferente del de James. James tiene asma y fue secuestrado a los cinco años por el exnovio de Carol, Ian.

- Jamie: Después de sufrir la depresión postparto, con sus dos hijos mayores, Sharon Craven fue esterilizada. El procedimiento no funcionó y ella quedó embarazada de Jamie, que tardó en aprender a hablar. Jamie fue diagnosticado con diabetes a la edad de cuatro años. Su condición requiere un seguimiento constante y las inyecciones frecuentes.

- Mabel, Alice y Phoebe: las trillizas Mabel, Alice y Phoebe tienen tres hermanos mayores. Sus padres son Nigel y Tracey Baller. Las trillizas han desarrollado diferentes temperamentos.

- Matthew: es el hermano menor de Robert y el segundo hijo de Kathryn Graham. Es un niño dulce, pero un poco tímido y ansioso.

- Megan: Megan es la hija de Rhodri, un agricultor de Gales y Gaynor Davies. Ella tiene un hermano y una hermana.

- Nathan: Un chico alegre y entusiasta que crece junto a sus padres Ruth y Richard Price, con fuertes valores. Nathan fue un bebé grande. La familia pasó varios años viviendo un estilo de vida orgánica en el campo, pero finalmente se trasladó para estar más cerca de la escuela de Nathan.

- Parys: Alison Lapper es la madre soltera de Parys. Alison nació sin brazos y con piernas muy cortas. Mientras estaba embarazada de Parys había hecho moldes de su cuerpo para crear una escultura de mármol gigante de ella. El artista británico Marc Quinn creó dicha escultura, que fue colocada en Trafalgar Square en 2005. Alison es una artista que también ha escrito una autobiografía titulada "Mi vida en mis manos.". Parys nació por cesárea. Alison ha recibido mucha ayuda de las niñeras que han cuidado de su hijo. A pesar de ello, Parys tiene un fuerte vínculo con su madre.

- Rebecca: una niña muy pequeña cuyos padres Mark y Gill Saunders son judíos. Rebecca tiene un hermano mayor y le gusta vestirse de color rosa.

- Rhianna: única hija de Tanya Caballeros y Andy Lees, Rhianna está fascinada por la naturaleza y la historia. Aunque Rhianna fue una bebé feliz y fácil de cuidar, ella se volvió una niña muy ansiosa, tanto así que sus padres la llevaron a un psiquiatra infantil. Había tensión en el matrimonio de Tanya y Andy, quienes mostraban estilos de crianza muy diferentes. Tanya y Andy están tratando de resolver sus problemas.

- Rubin: Rubin nació a las 37 semanas y estuvo en cuidados intensivos. Tuvo que ser hospitalizado de nuevo a los dos meses de edad cuando contrajo una neumonía. Rubin es la tercera de cuatro hijos. Su madre Debbie Bayfield estuvo sola por un tiempo pero se casó con el padre de su cuarto hijo. En 2008, se ganó un lugar en la Escuela Coral de Westminster.

- Taliesin: es el segundo hijo y primer varón de Olivia y Robin Stevenson, quienes se separaron brevemente antes de su nacimiento para volver a reunirse poco después. Olivia se convirtió en una madre adolescente con la hermana de Taliesin, Emily, y dejó atrás su educación a una edad temprana. Ella espera que sus hijos sean más felices en la escuela que ella.

- Tyrese: tercer hijo y único varón de María y Jamal Hakeem. Tyrese es tan decidida y obstinada como su madre. María sufre de dislexia y desea que Tyrese aprenda sobre la raza y el racismo. A Marie le preocupa que Tyrese se busque problemas pues ella cree que a los niños negros les resulta mucho más difícil tener éxito en la vida y así se esfuerza para que no caiga en ese estereotipo. Se separó de Jamal cuando Tyrese tenía tres años. Vive en el norte de Birmingham

- William: Aficionado al deporte, así como molestar a su hermano mayor, William nació por cesárea y vive en un pequeño pueblo de Yorkshire.

## Episodios
La serie se emitió por primera vez en 2000 y ha continuado anualmente hasta 2010. Se esperan otras temporadas en el futuro.